# スプリンガー (潜水艦)
スプリンガー (USS Springer, SS-414) は、アメリカ海軍の潜水艦。バラオ級潜水艦の一隻。艦名は水上に跳ね上がるグランパス（シャチの古名またはハナゴンドウの学名）の別名、スプリンガーに因んで命名された。

## 艦歴
スプリンガーは1943年10月3日にカリフォルニア州ヴァレーホのメア・アイランド海軍造船所で起工した。1944年8月3日にM・S・ティスデール夫人によって命名、進水し、10月18日に艦長ラッセル・キーフォーバー中佐（アナポリス1933年組）の指揮下就役する。12月3日にサンディエゴに向けて出航、公試および整調訓練を行う。メア・アイランド海軍造船所で信頼性試験を行った後、スプリンガーは1945年1月8日にハワイに向けて出航し、翌週真珠湾に到着した。

### 第1の哨戒 1945年2月 - 3月
2月4日、スプリンガーは最初の哨戒で南西諸島方面に向かった。2月17日にグアムアプラ港に寄港し、グアム到着後は燃料と物資を補給して2月17日に出港。粟国島近海の哨区に到着したのは2月26日であった。哨区に着いてからは何度も荒天に悩まされ、また日本機を見ては潜航して避退した。3月11日、スプリンガーは20キロメートルの範囲内に日本の艦艇がいることを探知し追跡。しかし、日本機の飛来によって潜航を余儀なくされ、追跡を断念した。
3月17日の夜半、スプリンガーのレーダーは3つの目標を探知し、ただちに解析して目標を追った。3月18日になって目標は2つと1つの二手に別れ、スプリンガーは初めは2つの目標を追ったが見失い、残る1つの目標を水上航行で追跡することにした。荒天の中追跡したスプリンガーは、次第に目標の頭を押さえる態勢となり、3時3分に魚雷4本を目標に向けて発射。相手が撃ってきたので潜航してかわしつつ、魚雷2本の命中を確認した。スプリンガーはさらに魚雷4本を発射し、うち1本が停まっている目標に命中して目標は沈んでいった。この目標は、第一回天隊を乗せて沖縄島に向かっていた第18号輸送艦であり、第18号輸送艦と分離しスプリンガーが最初に追跡した2つの目標は、石垣島近海に機雷敷設のために向かっていた敷設艇怒和島と済州であった。3月25日、スプリンガーは48日間の行動を終えてアプラ港に帰投。潜水母艦プロテウス (USS Proteus, AS-19) による整備を受けた。

### 第2の哨戒 1945年4月 - 5月
4月20日、スプリンガーは2回目の哨戒でレイトン (USS Raton, SS-270)、トレパン (USS Trepang, SS-412) とウルフパックを構成し東シナ海および黄海方面に向かった。
4月28日、スプリンガー以下のウルフパックは福江島富江港沖に出現。5時15分、スプリンガーは富江港に停泊されている2隻の船を発見。しかし、5,900メートルより近くには接近できなかった。それでも果敢に雷撃し、6時30分ごろには14回もの爆発音を聴取した。この攻撃でトレパンが第146号輸送艦を撃沈した。スプリンガーは港外で引き返してくる第17号駆潜艇を発見し、8時30分に魚雷3本を発射して命中させ、第17号駆潜艇は停止した。乗組員が総員退去する光景を観測したスプリンガーは、さらにもう1本の魚雷を発射し、1番砲塔の下に命中させ撃沈した。一連の港湾攻撃は成功し、スプリンガーらのウルフパックは引き揚げ、東シナ海を西進して新しい狩場に向かった。
4月30日、スプリンガーとトレパンは3つの目標を探知。この目標は上海に向かっていたモシ05船団の美保丸（日本郵船、4,667トン）とその護衛艦であった。スプリンガーは霧と荒天のため浮上して攻撃することに決め、正午ごろに絶好の攻撃態勢に入った。ところが、突如霧中から射撃され、しかも護衛艦と思しき艦艇がこちらに向かってくる気配だったため、スプリンガーは潜航し雷撃して様子をうかがった。直後、27発の爆雷が投下され、スプリンガーの艦体は揺さぶられた。バルブなどが緩んで不具合が生じたが、それ以上の被害はなく、浮上することに成功した。その直後、トレパンが隙を突いて美保丸を撃沈し、その爆発音を聴取した。
5月2日夜半、スプリンガーは北緯34度35分 東経124度04分 / 北緯34.583度 東経124.067度の地点で2隻の艦艇を探知。2日前に攻撃したモシ05船団の残党であった。スプリンガーは魚雷4本を発射し、海防艦・男鹿に命中。男鹿は瞬時にして轟沈した。
5月3日には、北緯34度38分 東経124度15分 / 北緯34.633度 東経124.250度の地点で第25号海防艦を撃沈した。5月4日、スプリンガーは味方パイロット救助任務のため東に向かった。味方パイロットを見つけることは出来なかったが、5月14日には日本の戦闘機と味方の空母艦載機4機との空中戦を目撃し、撃墜され海上に墜落した日本の戦闘機の戦死したパイロットを拾い上げた。パイロットの死体から何かの書類を見つけ取り出した後、パイロットの亡骸は海中に戻された。5月18日、スプリンガーは28日間の行動を終えてアプラ港に帰投。プロテウスによる整備を受けた。艦長がジョン・F・バウアー（アナポリス1938年組）に代わった。

### 第3の哨戒 1945年6月 - 7月
6月16日、スプリンガーは3回目の哨戒で日本近海に向かった。サイパン島に移動して補給の後出港。この哨戒では東京湾口での敵艦への攻撃および味方パイロットの救助任務であった。6月26日、撃墜されたB-29のクルー8名を救助し、彼らをティグロン (USS Tigrone, SS-419) に移乗させた。スプリンガーとトレパンは別の墜落機の乗員が50マイル離れた位置にいることを知らされ、現場海域に急行、スプリンガーはパイロット1名、トレパンは7名を救助した。パイロットは数日後、デビルフィッシュ (USS Devilfish, SS-292) に移乗した。その後、7月17日から23日まで紀伊水道での哨戒を何事もなく終えた。7月27日、スプリンガーは40日間の行動を終えてアプラ港に帰投。入港直前、スプリンガーはアプラ港に停泊していた重巡洋艦インディアナポリス (USS Indianapolis, CA-35) と交信した。終戦を迎えたスプリンガーは8月17日に出航し、本国の西海岸に向かった。
スプリンガーは第二次世界大戦の戦功で3個の従軍星章を受章した。

### 戦後・チリ海軍で
スプリンガーは9月5日にメア・アイランド海軍造船所に到着し、まもなく太平洋予備役艦隊メア・アイランドグループ入りした。1947年1月にスプリンガーは退役し、長くその状態に置かれた。1960年4月、スプリンガーはメア・アイランドからサンフランシスコ海軍造船所に移動し、チリへの移管に備えて近代化改修が行われた。9月24日に再就役し、11月15日にオーバーホールを完了した。1960年12月19日から1961年1月19日までスプリンガーはチリ海軍の乗組員の訓練を行う。スプリンガーは1961年1月23日に退役し、チリ共和国へ移管。同日トムソン (CNS Thomson, SS-22) として就役した。スプリンガーは1972年9月1日にアメリカ海軍を除籍され、チリ政府に売却された。その後、同型艦に使用するため部品を取り外され、船体はスクラップとして売却された。